# Sophie Ward
Sophie Ward (Londen, 30 december 1964) is een Britse actrice. 

## Biografie
Ward werd geboren in de wijk Hammersmith van Londen als dochter van acteur Simon Ward. Zij studeerde af in Engels en filosofie aan The Open University.
Ward begon in 1976 als jeugdactrice met acteren in de televisieserie Shadows, waarna zij nog meerdere rollen speelde in televisieseries en films. Zo is zij bekend van haar rol als dr. Helen Trent in de televisieserie Heartbeat (2004-2006). 
Ward was van 1988 tot en met 1996 getrouwd waaruit zij twee kinderen heeft. Na dit huwelijk maakte zij bekend dat zij lesbisch is en trouwde in 2000 met een andere vrouw. 

## Filmografie

### Films
Uitgezonderd korte films.
- 2020 - Swiperight - als Ada March
- 2020 - Picture Perfect Royal Christmas - als koningin Gloriana
- 2011 - Jane Eyre - als Lady Ingram
- 2009 - Book of Blood - als Mary Florescu
- 2003 - Out of Bounds - als Veronica Van Huet
- 2003 - Nobody Knows Anything! - als Claire Howard
- 2002 - Crime and Punishment - als Dunia
- 1998 - Bela Donna - als Lídia
- 1997 - The Big Fall - als Emma Roussell
- 1995 - A Village Affair - als Alice Jordan
- 1994 - MacGyver: Lost Treasure of Atlantis - als Kelly Carson
- 1993 - Taking Liberty - als Nell Prescott
- 1993 - Class of '61 - als Shannon O'Neil
- 1992 - Wuthering Heights - als Isabella Linton
- 1992 - Waxwork II: Lost in Time - als Elenore
- 1991 - A Demon in My View - als Helen Schweizer
- 1990 - The Monk - als Matilde de la Venegas
- 1990 - A Violent Life - als Porzia / Sulpizia
- 1989 - Miss Marple: A Caribbean Mystery - als Molly Kendal
- 1989 - The Shell Seekers - als Antonia
- 1988 - Gli indifferenti - als Carla
- 1988 - Young Toscanini - als Margherita
- 1988 - A Summer Story - als Stella Halliday
- 1987 - Little Dorrit - als Minnie Meagles
- 1987 - Aria - als jong meisje
- 1987 - Casanova - als Jacqueline
- 1985 - Young Sherlock Holmes - als Elizabeth Hardy
- 1985 - Return to Oz - als Mombi II
- 1985 - A Better Class of Person - als Isabel
- 1983 - The Hunger - als meisje in huis in Londen
- 1983 - The Lords of Discipline - als vriendin
- 1977 - Full Circle - als Kate Lofting
- 1976 - The Copter Kids - als Jill Peters

### Televisieseries
Uitgezonderd eenmalige gastrollen.
- 2022 - Strike - als Anna Phipps - 4 afl.
- 2021 - A Very British Scandal - als Janet Kidd - 2 afl.
- 2016 - The Moonstone - als Lady Verinder - 3 afl.
- 2009-2011 - Land Girls - als Lady Ellen Hoxley - 14 afl.
- 2008-2010 - Holby City - als Sophia Byrne - 6 afl.
- 2004-2006 - Heartbeat - als dr. Helen Trent - 40 afl.
- 2002-2003 - Dinotopia - als Rosemary - 10 afl.
- 1998-1999 - The Nanny - als Jocelyn Sheffield - 3 afl.
- 1994 - A Dark Adapted Eye - als Eden - 2 afl.
- 1991 - Strauss Dynasty - als Kathi - 8 afl.

- Bibliothèque nationale de France: cb14237858w (data)
- Gemeinsame Normdatei: 1061406008
- International Standard Name Identifier: 0000 0001 1952 0311
- Library of Congress Control Number: no91003517
- Nationale Bibliotheek van Tsjechië: pna2005261895
- Nationale Bibliotheek van Israël: 987007445069705171
- Nationale Bibliotheek van Polen: a0000002186701
- Système universitaire de documentation: 060621397
- Virtual International Authority File: 85081276
- WorldCat: E39PBJdWQbQgCQJDyBbm3MCmh3